# Hortobágy Örökös Pásztora
A Hortobágy Örökös Pásztora címet 2007-ben alapította Sándor István, a Hortobágyi Nemzeti Park akkori igazgatója, dr. Tiba István, Balmazújváros akkori polgármestere, Rózsa Péter biogazda, és Gencsi Zoltán, a Hortobágyi Kht. igazgatója. Az örökös pásztorok asztalánál tizenketten ülnek. A címet az viselheti, aki méltón őrizte, ápolta, megtartotta, továbbadta ezen ősi foglalkozás hagyományait, aki a dalokat, a pásztorművészetet, az ősi állatfajtákat és a pusztát megőrizte.

## Hortobágy Örökös Pásztorai

#### Jelenlegi Örökös Pásztorok
- Béres Mihályné Márki Piroska (Karcag) [2]
- Erdei Zoltán juhász (Kaba)
- id. Garai Lajos (1941) csikós (Hortobágy)
- Molnár Imre (1951) gulyás (Hortobágy)
- Németi János (1938) juhász (Balmazújváros)
- Szilágyi János csikós (Balmazújváros-Virágoskút) [3]
- Szilvási János csikós (Balmazújváros)
- Szőnyi Imre (1924) juhász (Nádudvar)
- Tóth Gyula (1941) juhász (Hajdúszoboszló)
- Tóth József (1954) juhász (Hortobágy)

Tiszteletbeli Örökös Pásztorok
- Galánfi András Kossuth-díjas fafaragó mester (Hajdúszoboszló)
- dr. Vajda Mária ny. főmuzeológus (Debrecen)

Elhunyt Örökös Pásztorok
- Árvai Sándor (1936-2025)[4] juhász (Lénárddaróc)
- Dankó Imre juhász (Sáránd)
- id. Garai János (1945-2022) csikós (Hortobágy)
- Kordás János[5] (1940-2024) csikós (Balmazújváros)
- Kordás József (1938-2024) csikós (Balmazújváros)
- Máró Gábor (1940- gulyás (Hajdúnánás)
- Molnár Sándor gulyás (Balmazújváros)
- Nagy István gulyás (Püspökladány)
- Oláh István (1941-) juhász (Hajdúböszörmény)
- Sáfián Tibor (1943-2015) juhász (Csökmő-Kóróssziget)
- Szabó Gábor csikós (Hortobágy)[6]
- Szopkó János (Karcag)
- Szopkó Jánosné (Karcag)

Elhunyt Tiszteletbeli Örökös Pásztorok
- Pál István juhász, dudás (Tereske) tiszteletbeli örökös pásztor
- Makoldi Sándor tanár, festőművész (Debrecen) tiszteletbeli örökös pásztor